# Sint-Antoniuskapel (Wellerlooi)

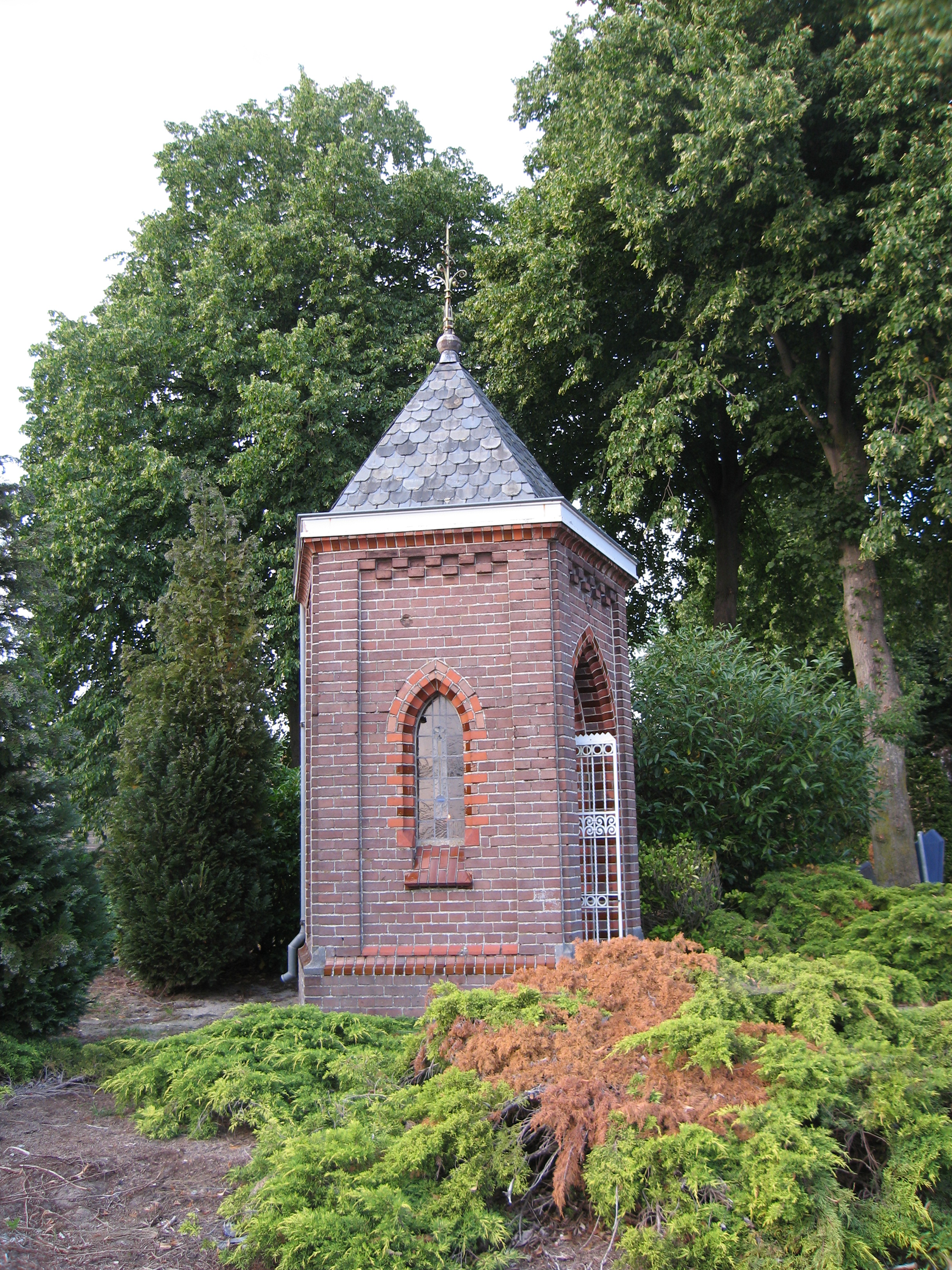
De Sint-Antoniuskapel

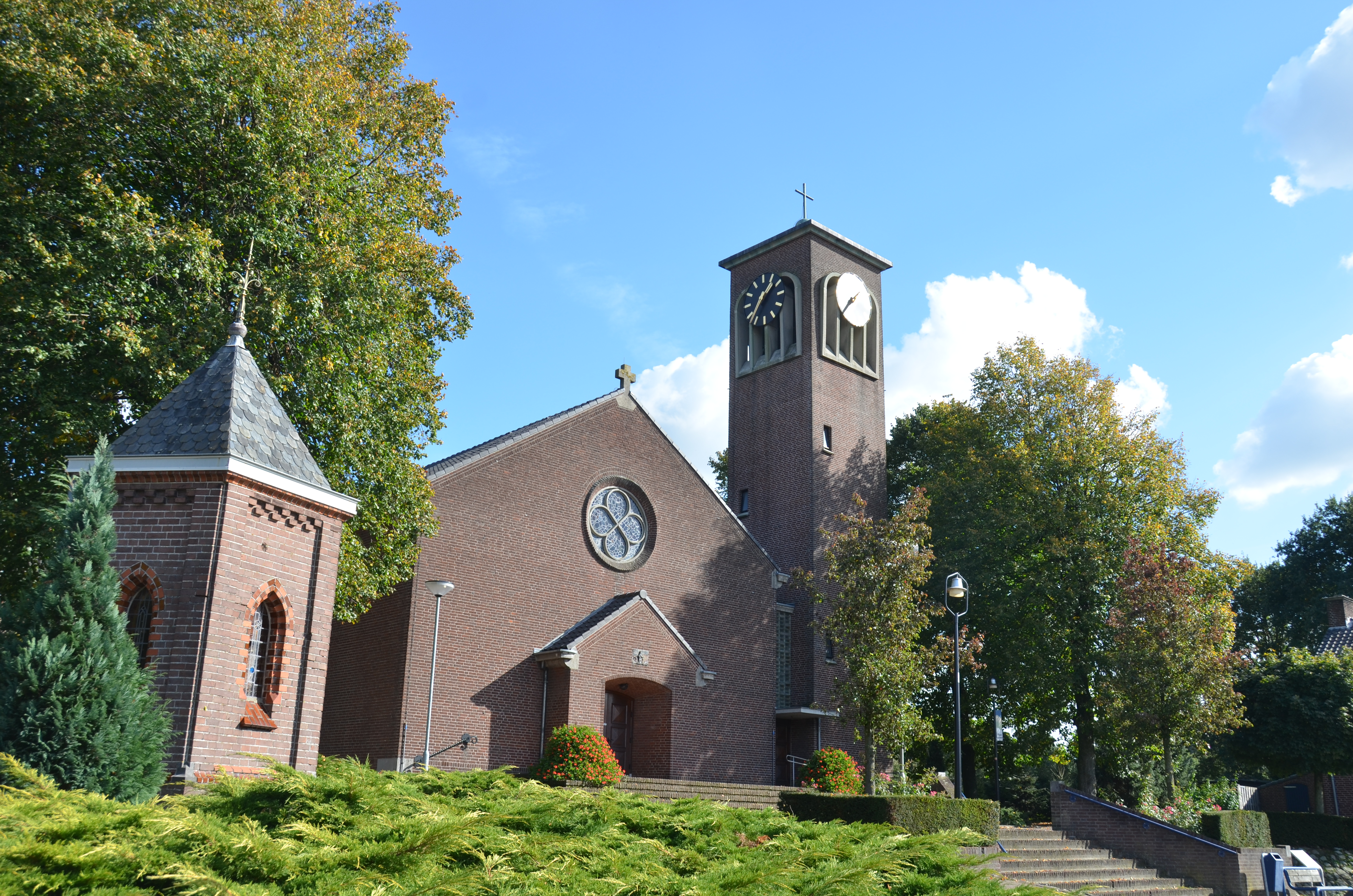
De Sint-Catharinakerk met links de Sint-Antoniuskapel

De Sint-Antoniuskapel is een kapel in Wellerlooi in de Nederlands Noord-Limburgse gemeente Bergen. De kapel staat aan de Catharinastraat aan het plein voor de Sint-Catharinakerk.
De kapel is gewijd aan de heilige Antonius van Padua.

## Geschiedenis
In 1917 werd de kapel gebouwd in opdracht van de pastoor.
In 1985 werd de kapel verplaatst naar een nieuwe locatie en werd de kapel gerestaureerd.

## Bouwwerk
De rode bakstenen kapel is opgetrokken op een zeshoekig plattegrond en wordt gedekt door een tentdak met schubvormige leien met op de top een bol met daarop een kruis. Op de hoeken van de kapel zijn er lisenen aangebracht, met ertussen onder de daklijst een decoratieve band van bakstenen, waarbij de lisenen aan de voorzijde op basementen van natuursteen rusten. In de gevels zijn er spitsboogvensters met glas-in-lood aangebracht. In de frontgevel bevindt zich de spitsboogvormige toegang die wordt afgesloten met een smeedijzeren hek. Rond zowel de vensters als de toegang is er decoratief metselwerk aangebracht van om en om geplaatste geglazuurde en ongeglazuurde stenen.
Van binnen is de kapel eveneens in rode bakstenen uitgevoerd met rond de openingen in de wanden decoratief metselwerk van om en om geplaatste geglazuurde en ongeglazuurde stenen. Het interieur wordt overdekt door een wit gepleisterd koepelvormig gewelf. Tegen de achterwand is een sokkel geplaatst waarop het beeld van de heilige Antonius van Padua geplaatst is. Het beeld toont de heilige gekleed in een franciscaner habijt, terwijl hij met zijn linkerarm een lelie tegen zich geklemd houdt en met de rechterhand een opengeslagen boek vasthoudt waarop het kindje Jezus staat.